# Cshattíszgarh
Cshattíszgarh (dévanágari: छत्तीसगढ़) egy közép-indiai állam, amely 2000. november 1-jén vált ki Madhja Prades államból. Fővárosa Rájpur.